# La vita senza me
(Maria Venturi, La vita senza di me)
La vita senza me è il ventiquattresimo romanzo di Maria Venturi, pubblicato il 27 gennaio 2010 dall'editore Rizzoli.

## Trama
La protagonista di questo libro è Sally, una ragazza molto bella che di notte lavora come guardarobista all'Irish Coffee, un locale alla periferia di Roma. Sally è una ragazza molto riservata e chiusa, tanto che, anche dopo svariati anni dalla sua assunzione neanche i proprietari Anna e Alberto sono riusciti a penetrare quel muro che lei ha eretto tra se stessa e il mondo circostante.
Nell'impresa riuscirà Oliviero Belli, un ricco trentacinquenne divorziato e alle prese con un figlio difficile che lo detesta. Impareranno a comprendersi, via via il rapporto si consoliderà e riusciranno insieme a discendere nei rispettivi inferni, ad aiutarsi e a salvarsi l'un l'altro.